# Società Sportiva Ercolanese 1981-1982
Questa voce raccoglie le informazioni riguardanti la Società Sportiva Ercolanese nelle competizioni ufficiali della stagione 1981-1982.

## Rosa
| N. |                   | Ruolo | Calciatore           |
| -- | ----------------- | ----- | -------------------- |
|    | Italia (bandiera) | D     | Aniello Capiluongo   |
|    | Italia (bandiera) | C     | Angelo Caviglia      |
|    | Italia (bandiera) | C     | Antonino De Dilectis |
|    | Italia (bandiera) | D     | Giovanni De Nittis   |
|    | Italia (bandiera) |       | Esposito             |
|    | Italia (bandiera) | C     | Salvatore Fabiano    |
|    | Italia (bandiera) | D     | Antonio Fiorito      |
|    | Italia (bandiera) | C     | Stefano Francioni    |
|    | Italia (bandiera) | C     | Adriano Gobbetti     |
|    | Italia (bandiera) | C     | Domenico Iacopino    |
|    | Italia (bandiera) |       | Improta              |

| N. |                   | Ruolo | Calciatore          |
| -- | ----------------- | ----- | ------------------- |
|    | Italia (bandiera) | A     | Ciro Ippolito       |
|    | Italia (bandiera) | D     | Michele Moriello    |
|    | Italia (bandiera) | A     | Ottavio Moscatiello |
|    | Italia (bandiera) |       | Parisi              |
|    | Italia (bandiera) | D     | Orlando Pastina     |
|    | Italia (bandiera) | P     | Leonardo Pellegrino |
|    | Italia (bandiera) | D     | Raffaele Riso       |
|    | Italia (bandiera) | C     | Angelo Sciuto       |
|    | Italia (bandiera) | A     | Roberto Tufano      |
|    | Italia (bandiera) | P     | Giuseppe Valsecchi  |
|    | Italia (bandiera) | C     | Rosario Volpe       |